# ジェイソン・ブラック
ジェイソン・ブラック（Jason Black、1972年8月15日 - ）は、アメリカ合衆国アイオワ州オタムワ出身の男性総合格闘家。ミレティッチ・マーシャルアーツ・センター所属。元TKO世界ウェルター級王者。
レスリングをバックボーンに持ち、関節技を得意とする。特に首を狙うチョークスリーパーを最も得意とすることから「首刈りジェイソン」のニックネームをつけられている。

## 来歴
2000年、プロ総合格闘技デビュー。
2003年1月25日、UCC世界ウェルター級タイトルマッチでジョン・アレッシオと対戦し、2-1の判定勝ちを収め王座獲得に成功した。
2006年2月17日、King of the Cageでショーニー・カーターと対戦し、腕の負傷でTKO負け。キャリア23戦目で初黒星を喫した。
2006年6月4日、PRIDE初参戦となったPRIDE 武士道 -其の十一-でオ・ウォンジンと対戦し、タオル投入によるTKO勝ち。
2006年8月26日、PRIDE 武士道 -其の十二-で青木真也と対戦し、三角絞めで一本負け。
2007年6月12日、UFC初参戦となったUFC Fight Night: Stout vs. Fisherでチアゴ・タバレスと対戦し、三角絞めで一本負けを喫した。
2007年10月20日、UFC 77でマット・グライスと対戦し、1-2の判定負け。ファイト・オブ・ザ・ナイトを受賞した。

## 戦績
| 総合格闘技 戦績 | 総合格闘技 戦績 | 総合格闘技 戦績 | 総合格闘技 戦績 | 総合格闘技 戦績 | 総合格闘技 戦績 | 総合格闘技 戦績 |
| --------------- | --------------- | --------------- | --------------- | --------------- | --------------- | --------------- |
| 28 試合         | (T)KO           | 一本            | 判定            | その他          | 引き分け        | 無効試合        |
| 23 勝           | 4               | 11              | 4               | 4               | 1               | 0               |
| 4 敗            | 1               | 2               | 1               | 0               | 1               | 0               |

| 勝敗 | 対戦相手                         | 試合結果                     | 大会名                                                   | 開催年月日     |
| ×    | マット・グライス                 | 5分3R終了 判定1-2            | UFC 77: Hostile Territory                                | 2007年10月20日 |
| ×    | チアゴ・タバレス                 | 2R 2:49 三角絞め             | UFC Fight Night: Stout vs. Fisher                        | 2007年6月12日  |
| ○    | サム・ジャクソン                 | チョーク                     | Extreme Challenge 74                                     | 2007年3月10日  |
| ×    | 青木真也                         | 1R 1:58 三角絞め             | PRIDE 武士道 -其の十二-                                  | 2006年8月26日  |
| ○    | オ・ウォンジン                   | 1R 6:25 TKO（タオル投入）    | PRIDE 武士道 -其の十一-                                  | 2006年6月4日   |
| ×    | ショーニー・カーター             | 1R 1:18 TKO（腕の負傷）      | KOTC: Redemption on the River                            | 2006年2月17日  |
| ○    | カイル・ジェンセン               | 1R 1:15 フロントチョーク     | Extreme Challenge 64                                     | 2005年10月15日 |
| ○    | キース・ウィスニエフスキー       | 5分3R終了 判定               | Xtreme Kage Kombat                                       | 2004年8月7日   |
| ○    | ギデオン・レイ                   | 5分3R終了 判定3-0            | Ironheart Crown 7: The Crucible                          | 2004年6月5日   |
| ○    | マーセル・ペリゴールド           | 1R 1:08 ノースサウスチョーク | Extreme Challenge 53                                     | 2003年9月13日  |
| ○    | マイケル・ジョンソン             | 1R 1:35 ノースサウスチョーク | Extreme Force 1: Genesis                                 | 2003年7月13日  |
| ○    | ジョン・アレッシオ               | 5分3R終了 判定2-1            | UCC 12: Adrenaline 【UCC世界ウェルター級タイトルマッチ】 | 2003年1月25日  |
| ○    | チャド・サンダース               | 2R終了時 TKO（棄権）         | WFA 3: Level 3                                           | 2002年11月23日 |
| ○    | アイヴァン・メンジバー           | 1R 3:33 フロントチョーク     | UCC 8: Fast and Furious                                  | 2002年3月30日  |
| ○    | ジェームス・ミールズ             | 1R 1:44 TKO（パンチ連打）    | Extreme Challenge 46                                     | 2002年2月16日  |
| △    | アントニオ・マッキー             | 5分3R終了 判定1-1            | World Fighting Alliance 1                                | 2001年11月3日  |
| ○    | ジェレミア・ビリングトン         | 2R 0:45 肩固め               | Iowa Challenge 3                                         | 2001年9月22日  |
| ○    | セドリック・マークス             | 1R 3:03 ギブアップ（負傷）   | Extreme Challenge 42                                     | 2001年8月24日  |
| ○    | ジョン・クロンク                 | 2R 3:11 TKO（パンチ連打）    | Iowa Challenge 2                                         | 2001年8月11日  |
| ○    | エドワード・ミラー               | 1R 1:21 フロントチョーク     | HOOKnSHOOT: Masters                                      | 2001年5月26日  |
| ○    | ジェイク・ハドソン               | 1R ギブアップ（パンチ連打）  | Gladiators 14                                            | 2001年5月11日  |
| ○    | ジェレミー・ベネット             | 1R 3:23 フロントチョーク     | Superbrawl: Futurebrawl 2000                             | 2000年11月14日 |
| ○    | ブライアン・アンソニー・フルトン | 1R 6:35 肩固め               | Extreme Challenge 36                                     | 2000年8月26日  |
| ○    | ボビー・クレイトン               | -                            | Gladiators 8                                             | 2000年7月22日  |
| ○    | ドン・ハミルトン                 | -                            | Gladiators 8                                             | 2000年7月22日  |
| ○    | ドン・ハミルトン                 | -                            | Gladiators 7                                             | 2000年7月14日  |
| ○    | ボビー・クレイトン               | -                            | Gladiators 7                                             | 2000年7月14日  |
| ○    | スティーブ・バーガー             | 15分1R終了 判定2-1           | Extreme Challenge 32                                     | 2000年5月21日  |

## 獲得タイトル
- 第2代UCC世界ウェルター級王座（2003年）

## 表彰
- ブラジリアン柔術 黒帯
- テコンドー 黒帯三段
- UFC ファイト・オブ・ザ・ナイト（1回）